# グレン・クローズ
グレン・クローズ（Glenn Close, 1947年3月19日 - ）は、アメリカ合衆国コネティカット州出身の女優である。アカデミー賞には8回ノミネートされ、これまでエミー賞、トニー賞をそれぞれ3回受賞している演技派女優として知られる。

## 略歴
医師であった父ウィリアム・クローズ（William Close）の仕事の関係で、スイスやアフリカで育った。ウィリアム・アンド・メアリー大学で演劇を学び、数々の舞台に立つ。1974年から舞台女優としてキャリアをスタートさせる。1982年に映画デビュー作『ガープの世界』でアカデミー助演女優賞にノミネート。その後、『危険な情事』（1987年）で演じたストーカーなどの悪女役の印象が強いが、これまでトニー賞を3回受賞し、アカデミー賞には8回ノミネートされている。1997年にはウォルト・ディズニー製作の『101』でアクの強い悪女クルエラ・デ・ビルで、それまで演じたストーカーなどの悪女とは違ったユーモラスな演技を披露した。女優としての顔の他、ドキュメンタリー作品にもナレーターとして出演しており、声優としても『ターザン』では主人公を育てるメスゴリラのカーラの声で出演し、劇中歌で歌声も披露した。
ブロードウェイにおいては1984年に初のトニー賞を獲得して以来、舞台女優としてのキャリアも着々と築き上げて、1995年には『サンセット大通り』のミュージカル版においてノーマ・デズモンドを演じ3度目のトニー賞のミュージカル主演女優賞を獲得している。舞台ではオフ・ブロードウェイにも多数出演。テレビ界へも進出しており、現在よく知られているのは『ダメージ』の女弁護士、パティ・ヒューズ役である。その他人気テレビアニメ『ザ・シンプソンズ』では、メインキャラクターで一家の大黒柱、ホーマー・シンプソンの生き別れた母親役の声で数回ゲスト出演している。これまで数回来日したことがあるが2008年3月にテレビドラマ『ダメージ』のプロモーションのため、17年ぶりに再来日。NHK放送センターにて来日記者会見を開いた。
2012年、主演、共同脚本、プロデューサーを務めた『アルバート氏の人生』でもアカデミー賞主演女優賞にノミネートされた。

## 私生活
1969年にシンガーソングライターのカボット・ウェイドと結婚したが、1971年に離婚。
1984年にビジネスマンのジェームズ・マーラスと再婚したが、1987年に離婚。
2006年にバイオテクノロジー関連の企業社長と再婚したが、2015年に離婚。
3人の夫との間には子供は儲けていないが、恋人だったプロデューサーとの間に一女をもうけている。
また、女優のメリル・ストリープとは公私ともに仲が良いらしく、彼女との共演作品もいくつかある。

## 主な出演作品

### 映画
| 公開年 | 邦題 原題                                                                     | 役名                                   | 備考                    |
| ------ | ----------------------------------------------------------------------------- | -------------------------------------- | ----------------------- |
| 1979   | アドベンチャー・トレイン/大草原を突っ走れ!夢と希望のアメリカ横断 Orphan Train | ジェシカ                               | テレビ映画              |
| 1982   | ガープの世界 The World According to Garp                                      | ジェニー・フィールズ                   |                         |
| 1983   | 再会の時 The Big Chill                                                        | サラ・クーパー                         |                         |
| 1984   | アメリア Something About Amelia                                               | ゲイル・ベネット                       | テレビ映画              |
| 1984   | ナチュラル The Natural                                                        | アイリス                               |                         |
| 1985   | 白と黒のナイフ Jagged Edge                                                    | テディ・バーンズ                       |                         |
| 1985   | マキシー 素敵な幽霊 Maxie                                                     | ジャン／マキシー                       |                         |
| 1987   | 危険な情事 Fatal Attraction                                                   | アレックス・フォレスト                 |                         |
| 1988   | 危険な関係 Dangerous Liaisons                                                 | メルトゥイユ侯爵夫人                   |                         |
| 1989   | この愛の行方 Immediate Family                                                 | リンダ・スペクター                     |                         |
| 1990   | 運命の逆転 Reversal of Fortune                                                | サニー                                 |                         |
| 1990   | ハムレット Hamlet                                                             | ガートルード                           |                         |
| 1991   | 潮風のサラ Sarah, Plain and Tall                                              | サラ・ウィートン                       | テレビ映画 兼製作総指揮 |
| 1991   | ミーティング・ヴィーナス Meeting Venus                                        | カリン・アンダーソン                   |                         |
| 1991   | フック Hook                                                                   | Gutless                                | カメオ出演              |
| 1993   | 愛と精霊の家 The House of the Spirits                                         | フェルラ・トルエバ                     |                         |
| 1993   | 続・潮風のサラ Skylark                                                        | サラ・ウィッティング                   | テレビ映画 兼製作総指揮 |
| 1994   | ザ・ペーパー The Paper                                                        | アリシア・クラーク                     |                         |
| 1995   | アーミー・エンジェル Serving in Silence: The Margarethe Cammermeyer Story     | マーガレット・グレタ・カマメーメイヤー | テレビ映画 兼製作総指揮 |
| 1996   | ジキル&ハイド Mary Reilly                                                     | ファラデイ夫人                         |                         |
| 1996   | 101 101 Dalmatians                                                            | クルエラ・デ・ヴィル                   |                         |
| 1996   | マーズ・アタック! Mars Attacks!                                               | マーシャ・デイル                       |                         |
| 1997   | エアフォース・ワン Air Force One                                              | キャサリン・ベネット副大統領           |                         |
| 1999   | クッキー・フォーチュン Cookie's Fortune                                       | カミール・ディクソン                   |                         |
| 1999   | ターザン Tarzan                                                               | カーラ                                 | 声の出演                |
| 1999   | 潮風のサラ3 冬の終わり Sarah, Plain and Tall: Winter's End                    | サラ・ウィッティング                   | テレビ映画 兼製作総指揮 |
| 2000   | 彼女を見ればわかること Things You Can Tell Just by Looking at Her             | エレイン                               |                         |
| 2000   | 102 102 Dalmatians                                                            | クルエラ・デ・ヴィル                   |                         |
| 2003   | ヒヤシンス・ブルーの少女 Brush with Fate                                      | コーネリア                             | テレビ映画              |
| 2003   | ル・ディヴォース/パリに恋して Le Divorce                                      | オリヴィア・ペース                     |                         |
| 2003   | THE LION IN WINTER 冬のライオン The Lion in Winter                            | アリエノール・ダキテーヌ               | テレビ映画              |
| 2004   | 強制尋問 Strip Search                                                         | カレン・ムーア                         | テレビ映画              |
| 2004   | ステップフォード・ワイフ The Stepford Wives                                   | クレア・ウェリントン                   |                         |
| 2005   | 美しい人 Nine Lives                                                           | マギー                                 |                         |
| 2005   | ターザン2 Tarzan II                                                           | カーラ                                 | ビデオ映画 声の出演     |
| 2006   | リトル・レッド レシピ泥棒は誰だ!? Hoodwinked                                  | パケットおばあさん                     | 声の出演                |
| 2007   | いつか眠りにつく前に Evening                                                  | ウィッテンボーン夫人                   |                         |
| 2011   | アルバート氏の人生 Albert Nobbs                                               | アルバート・ノッブス                   | 兼製作・脚本・主題歌    |
| 2012   | マリリン・モンロー 瞳の中の秘密 Love, Marilyn                                 | 本人                                   |                         |
| 2014   | ガーディアンズ・オブ・ギャラクシー Guardians of the Galaxy                    | ノヴァ・プライム                       |                         |
| 2014   | 5時から7時の恋人カンケイ 5 to 7                                               | アーリーン・ブルーム                   |                         |
| 2014   | LOW DOWN ロウダウン Low Down                                                  | グラム                                 |                         |
| 2016   | ウォークラフト Warcraft                                                       | アローディ                             | クレジット無し          |
| 2016   | ディストピア パンドラの少女 The Girl with All the Gifts                       | キャロライン・コールドウェル博士       |                         |
| 2017   | セブン・シスターズ What Happened to Monday                                    | ニコレット・ケイマン                   |                         |
| 2017   | ワンダフル!ウエディング 〜結婚できる人できない人〜 The Wilde Wedding          | イブ・ワイルド                         | 兼製作総指揮            |
| 2017   | アガサ・クリスティー ねじれた家 Crooked House                                 | イーディス・デ・ハヴィランド           |                         |
| 2018   | 天才作家の妻 40年目の真実 The Wife                                            | ジョーン・キャッスルマン               |                         |
| 2020   | ヒルビリー・エレジー 郷愁の哀歌 Hillbilly Elegy                               | マモーウ                               | Netflixで配信           |
| 2020   | フォー・グッド・デイズ Four Good Days                                         | デブ                                   |                         |
| 2024   | バック・イン・アクション Back in Action                                       | ジニー                                 | ポストプロダクション    |

### テレビシリーズ
| 公開年    | 邦題 原題                                      | 役名                                  | 備考                            |
| --------- | ---------------------------------------------- | ------------------------------------- | ------------------------------- |
| 1995-2014 | ザ・シンプソンズ The Simpsons                  | モナ・シンプソン / マザー・シンプソン | 計5話声の出演                   |
| 2004      | ザ・ホワイトハウス The West Wing               | エヴリン・ベイカー・ラング最高裁長官  | 第5シーズン第17話「最高裁長官」 |
| 2005      | ザ・シールド ルール無用の警察バッジ The Shield | モニカ・ローリング                    | 計13話出演                      |
| 2007-2012 | ダメージ Damages                               | パティ・ヒューズ                      | 計59話出演                      |
| 2022      | テヘランTehran                                 | マルジャン・モンタゼミ                |                                 |